# Depreissia
Depreissia là một chi nhện trong họ Salticidae.